# Mikroregion Santos

Mikroregion Santos

Mikroregion Santos – mikroregion w brazylijskim stanie São Paulo należący do mezoregionu Metropolitana de São Paulo. Ma 1.351,6 km² powierzchni.

## Gminy
- Santos,
- São Vicente,
- Guarujá,
- Praia Grande,
- Cubatão,
- Bertioga,